# Abdoul Aziz Cissé
Vous pouvez aider à l'améliorer ou bien discuter des problèmes sur sa page de discussion.
- Il ne cite pas suffisamment ses sources. Vous pouvez indiquer les passages à sourcer avec {{référence nécessaire}} ou {{Référence souhaitée}}, et inclure les références utiles en les liant aux notes de bas de page. (Marqué depuis juillet 2022)
- Il ne s’appuie pas, ou pas assez, sur des sources secondaires ou tertiaires. (Marqué depuis juillet 2022)

- Archive Wikiwix
- Bing
- Cairn
- DuckDuckGo
- E. Universalis
- Gallica
- Google
- G. Books
- G. News
- G. Scholar
- Persée
- Qwant
- (zh) Baidu
- (ru) Yandex
- (wd) trouver des œuvres sur Wikidata

Abdoul Aziz Cissé est un réalisateur, producteur et scénariste sénégalais, secrétaire permanent du Fonds de promotion de l’industrie cinématographique et audiovisuelle (FOPICA) du Sénégal.

## Biographie
Abdoul Aziz Cissé entame ses études cinématographiques en 1990 au Centre de communication Daniel Brottier de Saint-Louis, fondé par le Père Jean Vast. Il participe au domaine des arts, notamment la littérature, la musique, les arts plastiques, le théâtre.
Il réalise son premier court-métrage, Bet Gaal en 2001.
Depuis sa création, il a la responsabilité de secrétaire permanent du FOPICA,. Il collabore avec diverses institutions et organismes au Sénégal.

## Filmographie
2001 : Bet Gaal
2006 : Yacine
2007 : La Brèche
2010 : Aaru Mbédd (Les murs de Dakar)

## Distinctions
Prix du meilleur film documentaire des rencontres cinématographiques de Cerbère pour La Brèche, France, 2007
Mention spéciale du jury des rencontres cinématographiques de Cerbère pour La Brèche, France, 2007
Ébène du meilleur film du Festival international du film de quartier de Dakar  pour La Brèche, 2007
Ébène du meilleur film documentaire du Festival international du film de quartier de Dakar pour La Brèche, 2007
Grand Prix du Festival Ciné Sud pour La Brèche, Cozes, 2008
Prix du dialogue interculturel (court métrage documentaire) du Festival International de cinéma Vues d'Afrique pour La Brèche, Montréal, 2008
Prix spécial du jury du Festival international du film sur l'environnement de Goiânia pour La Brèche, 2008
Grand Prix du Terra di tutti film festival pour La Brèche, Bologne, 2009